# سيرغي ريجيكوف
سيرجي فكتوروفيتش ريجيكوف (بالروسية: Рыжиков, Сергей Викторович)‏ (مواليد 19 سبتمبر 1980) هو لاعب كرة قدم. يلعب مع منتخب روسيا لكرة القدم. سبق له أن لعب في كأس العالم لكرة القدم مع منتخب بلاده.

## روابط خارجية
- سيرغي ريجيكوف على موقع قاعدة بيانات كرة القدم.إي يو (الإنجليزية)
- سيرغي ريجيكوف على موقع ناشيونال فوتبول تيمز (الإنجليزية)
- سيرغي ريجيكوف على موقع Soccerway.com (الإنجليزية)
- سيرغي ريجيكوف على موقع عالم كرة القدم.نت (الإنجليزية)